# Dokter Deen
Dokter Deen was een Nederlandse dramaserie van Omroep MAX, geschreven door Edwin de Vries en Simone Kome-van Breugel. Edwin de Vries kreeg het idee voor de serie toen zijn vrouw Monique van de Ven haar duim er bijna afsneed en door de echte Dokter Deen ter plekke op Vlieland werd geopereerd. De tien afleveringen van het eerste seizoen van de serie werden uitgezonden in de periode van 30 januari tot en met 2 april 2012 rond 22.00 uur op Nederland 1. Hoofdrollen worden gespeeld door onder anderen Monique van de Ven, Pleuni Touw en Liz Snoijink. Daarnaast spelen het eiland Vlieland en zijn kleurrijke bewoners een belangrijke rol.
Een tweede seizoen werd uitgezonden vanaf 2 december 2013. Het derde seizoen werd uitgezonden vanaf 4 januari 2016. In oktober 2016 werd bekendgemaakt dat er een vierde en tevens laatste seizoen zou komen. Dit kwam in het voorjaar van 2018 op de televisie.

## Verhaal
Maria Deen is de huisarts van Vlieland. Zeventien jaar geleden was ze als gynaecoloog werkzaam in het UMCG en zwanger van haar jongste dochter. Toen haar echtgenoot Sven opeens verdween, kon ze haar carrière, huishouden en kinderen niet combineren en greep ze de mogelijkheid de huisartsenpraktijk van Vlieland over te nemen met beide handen aan.
Ze is een allround arts, die veel meer kan en doet dan de gemiddelde receptjes-en-verwijzingen-schrijvende huisarts aan wal. Haar huisartsenpraktijk is meer een klein ziekenhuisje, met een eigen apotheek en een operatiekamer voor kleine ingrepen die Maria zelf uitvoert. Als de dierenarts weg is, worden ook de dieren op het eiland in geval van nood door Maria behandeld, en als het nodig is, fungeert ze als tandarts. Daarnaast is ze maatschappelijk werker, verloskundige en psychiater van deze kleine gemeenschap. Maria komt vaak voor moeilijke keuzes te staan. Voor noodgevallen is er een helikopterverbinding, maar die is niet altijd op tijd of kan helemaal niet komen. Kostbare tijd waarin Maria levensbelangrijke beslissingen moet nemen.
Vlieland telt ongeveer 1200 vaste bewoners. Daarnaast zijn er de toeristen: kampeerders, hotelgasten en huisjeshuurders en de nouveaux riches, artiesten, kunstenaars, schrijvers en tv-sterren die hun tweede huis op het eiland hebben. De echte "Eilanders" zijn een eigenzinnig volk, van wie we enkelen in de serie goed leren kennen. Als huisarts heeft Maria een centrale rol in de gemeenschap, waar andere normen en waarden heersen dan aan de vaste wal en waar de sociale controle groot is. Maria is daarbinnen dé vertrouwenspersoon.

## Afleveringen

### Seizoen 1 (2012)
| Aflevering                     | Uitzenddatum     | Kijkcijfers |
| ------------------------------ | ---------------- | ----------- |
| 1) De storm                    | 30 januari 2012  | 2.365.000   |
| 2) Afscheid                    | 6 februari 2012  | 2.228.000   |
| 3) Jan Barendtz                | 13 februari 2012 | 2.097.000   |
| 4) De weddenschap              | 20 februari 2012 | 1.942.000   |
| 5) Over de rug van dokter Deen | 27 februari 2012 | 1.948.000   |
| 6) Familie                     | 5 maart 2012     | 2.018.000   |
| 7) Elle de Vlee                | 12 maart 2012    | 2.046.000   |
| 8) Maybe baby                  | 19 maart 2012    | 1.965.000   |
| 9) Naar de haaien              | 26 maart 2012    | 2.076.000   |
| 10) De zwerver                 | 2 april 2012     | 2.030.000   |

### Seizoen 2 (2013-2014)
| Aflevering                               | Uitzenddatum     | Kijkcijfers |
| ---------------------------------------- | ---------------- | ----------- |
| 1) Welkom op Vlieland                    | 2 december 2013  | 1.744.000   |
| 2) Een riskant plan                      | 9 december 2013  | 1.749.000   |
| 3) Yuri                                  | 16 december 2013 | 1.641.000   |
| 4) Je kunt niet alles krijgen wat je wil | 23 december 2013 | 1.757.000   |
| 5) Alleen                                | 30 december 2013 | 1,8 miljoen |
| 6) Verrassing                            | 6 januari 2014   | 1.799.000   |
| 7) Geloof, hoop en liefde                | 13 januari 2014  | 1.854.000   |
| 8) Liefde in de lucht                    | 20 januari 2014  | 1.773.000   |
| 9) Een besmettelijke ziekte              | 27 januari 2014  | 1.953.000   |
| 10) Drie mannen                          | 3 februari 2014  | 1.979.000   |

### Seizoen 3 (2016)
| Aflevering      | Uitzenddatum     | Kijkcijfers |
| --------------- | ---------------- | ----------- |
| 1) Lust         | 4 januari 2016   | 1.655.000   |
| 2) Jaloezie     | 11 januari 2016  | 1.466.000   |
| 3) Verlies      | 18 januari 2016  | 1.457.000   |
| 4) Verdriet     | 25 januari 2016  | 1.462.000   |
| 5) Verwarring   | 1 februari 2016  | 1.489.000   |
| 6) Schuldgevoel | 8 februari 2016  | 1.492.000   |
| 7) Liefde       | 15 februari 2016 | 1.413.000   |
| 8) Verrassing   | 22 februari 2016 | 1.514.000   |
| 9) Angst        | 29 februari 2016 | 1.499.000   |
| 10) Vreugde     | 7 maart 2016     | 1.614.000   |

### Seizoen 4 (2018)
| Aflevering                  | Uitzenddatum  | Kijkcijfers |
| --------------------------- | ------------- | ----------- |
| 1) Onzeker                  | 1 maart 2018  | 1.689.000   |
| 2) Strijdbaar               | 8 maart 2018  | 1.537.000   |
| 3) Troost                   | 15 maart 2018 | 1.531.000   |
| 4) Crisis                   | 22 maart 2018 | 1.510.000   |
| 5) Onverwacht bezoek        | 5 april 2018  | 1.490.000   |
| 6) Een moeilijke beslissing | 12 april 2018 | 1.398.000   |
| 7) Vlieland is verdrietig   | 19 april 2018 | 1.231.000   |
| 8) Ademnood                 | 26 april 2018 | 1.340.000   |
| 9) Vlielandse lucht         | 3 mei 2018    | 1.378.000   |
| 10) Na regen komt…          | 17 mei 2018   | 1.477.000   |

## Rolbezetting

### Hoofdrollen
| Acteur                              | Personage             | Seizoen | Seizoen | Seizoen | Seizoen | Totaal |
| Acteur                              | Personage             | 1       | 2       | 3       | 4       | Totaal |
| ----------------------------------- | --------------------- | ------- | ------- | ------- | ------- | ------ |
| Monique van de Ven                  | Maria Deen            | 10 afl. | 10 afl. | 10 afl. | 10 afl. | 40     |
| Markoesa Hamer                      | Isa Kramer-van Buren  | 10 afl. | 10 afl. | 10 afl. | 9 afl.  | 39     |
| Jelle de Jong                       | Robbert van Buren     | 10 afl. | 10 afl. | 10 afl. | 9 afl.  | 39     |
| Lisa Smit                           | Wendy van Buren       | 10 afl. | 10 afl. | 10 afl. | 9 afl.  | 39     |
| Pleuni Touw                         | Femke Deen-Barendtzs  | 10 afl. | 10 afl. | 10 afl. | 8 afl.  | 38     |
| Rian Gerritsen                      | Gerda Pancras         | 10 afl. | 9 afl.  | 10 afl. | 9 afl.  | 38     |
| Leopold Witte                       | Oscar van Liesschoten | 10 afl. | 10 afl. | 10 afl. | 7 afl.  | 37     |
| Liz Snoijink                        | Heleen van der Meer   | 10 afl. | 9 afl.  | 10 afl. | 3 afl.  | 32     |
| David Lucieer                       | Paul Verbiest         | 9 afl.  | 10 afl. | 10 afl. | 1 afl.  | 30     |
| Rick Nicolet                        | Klaartje Barendtzs    | 3 afl.  | 7 afl.  | 10 afl. | 7 afl.  | 27     |
| Oren Schrijver                      | Freek Kramer          |         | 8 afl.  | 9 afl.  | 8 afl.  | 25     |
| Jack Vecht                          | Jan Barendtzs         | 3 afl.  | 8 afl.  | 10 afl. | 3 afl.  | 24     |
| Huub van der Lubbe                  | Sven van Buren        | 3 afl.  | 5 afl.  | 3 afl.  | 5 afl.  | 16     |
| Benja Bruijning                     | Fedde IJlstra         | 10 afl. | 4 afl.  | 1 afl.  |         | 15     |
| Sophie van Winden / Maartje Remmers | Eva van Liesschoten   |         | 9 afl.  | 4 afl.  | 2 afl.  | 15     |
| Bram van der Vlugt                  | Bart Vos              |         |         | 7 afl.  | 7 afl.  | 14     |
| Abbey Hoes                          | Pip de Lange          |         |         | 5 afl.  | 8 afl.  | 13     |
| Hans Croiset                        | Hans Hazelbag         |         | 8 afl.  | 3 afl.  |         | 11     |
| Hans Dagelet                        | Max van Gelder        |         | 6 afl.  | 2 afl.  |         | 8      |
| Dragan Bakema                       | Stefan de Groot       |         |         | 6 afl.  |         | 6      |
| Mingus Dagelet                      | Otis Monk             |         |         |         | 5 afl.  | 5      |

### Bijrollen
| Acteur                             | Personage     | Seizoen | Seizoen | Seizoen | Seizoen | Totaal |
| Acteur                             | Personage     | 1       | 2       | 3       | 4       | Totaal |
| ---------------------------------- | ------------- | ------- | ------- | ------- | ------- | ------ |
| Anne Lamsvelt                      | Elle de Vree  | 8 afl.  | 10 afl. | 7 afl.  | 7 afl.  | 32     |
| Rogier Philipoom Pepijn Schoneveld | Kleine Teun   | 7 afl.  | 9 afl.  | 9 afl.  | 7 afl.  | 32     |
| Peter van Bokhorst                 | Sjoerd        | 7 afl.  | 8 afl.  | 8 afl.  | 4 afl.  | 27     |
| Huug van Tienhoven                 | Gerrit Geels  | 6 afl.  | 8 afl.  | 5 afl.  | 5 afl.  | 24     |
| Ali Ben Horsting Hilbert Dijkstra  | Anton de Beer | 7 afl.  | 2 afl.  | 8 afl.  | 6 afl.  | 23     |
| Toon Lobach Jurre Otto             | Joey          | 6 afl.  | 4 afl.  | 5 afl.  |         | 15     |
| Sander Commandeur                  | Yuri          | 9 afl.  | 2 afl.  |         |         | 11     |
| Maja van den Broecke               | Bea           |         | 1 afl.  | 6 afl.  | 3 afl.  | 10     |
| Vincent Croiset                    | Olivier       |         | 3 afl.  | 2 afl.  |         | 5      |
| Jade Olieberg                      | Feline        |         |         | 5 afl.  |         | 5      |
| Marthe Geke Bracht                 | Anna Wiekstra | 4 afl.  |         |         |         | 4      |

## Trivia
- De hoofdrol van Maria Deen is een vrouw, terwijl de echte dokter Deen[1] een man is.
- Dokter Deen, de patiënten en de eilanders zijn volledig fictief en verzonnen door Edwin de Vries en Simone Kome-van Breugel. Op het echte Vlieland woont en werkte een dokter Deen, die columns schreef voor de lokale krant. Deze columns zijn niet gebruikt en vormen geen basis voor de serie. Voordat dokter Deen dokter werd op Vlieland was hij huisarts in Goes.
- Dokter Deen is de eerste dramaserie van Omroep MAX.